# 石井智也 (スキー選手)
石井 智也（いしいともや、1989年5月23日 - ）は、日本の元アルペンスキーヤー。2018年平昌オリンピックに出場した。ゴールドウインスキークラブ所属。

## 来歴・人物

### 生い立ち
1989年5月23日、北海道歌志内市に生まれる。2歳で初めてスキーをし、小学校1年生の時にアルペンスキーを本格的に始める。小学3年生の時に地元のジュニアチームである「かもい岳レーシングチーム」に参加し、全国中学生大会で優勝する。中学3年生の時に地域の選抜メンバーの遠征で初めて海外を経験。イタリアの氷河スキー場・パッソ・ステルビオを滑り世界の壁を実感した。また、その際アルペンスキー・ワールドカップを観戦し、佐々木明の姿に感銘を受ける。
高校は北照高等学校に進学。1年生よりナショナルチームに入り、3年生の時には全国高等学校スキー大会アルペンスキー（インターハイ）に大回転と回転の2種目を制し、スペインで行われたジュニア世界選手権では回転で日本人3人目となる3位獲得を達成した。
東海大学国際文化学部（札幌校舎）に進んで以降も日本のトップレーサーではあったが、度重なる負傷に苦しめられ、ワールドカップにも出場はするが30位の壁が破れず、好成績を収めるまでには至らなかった。

### プロスキーヤー時代
日本を本拠地とするゴールドウィンスキークラブ一部に所属する。 
2014年、ナショナルチームから外れたことをきっかけに、ヨーロッパで戦いながらトレーニングに集中するため、オーストリアに渡る。ワールド・レーシング・アカデミー（WRA）に参加して、ヨーロッパの大会を転戦した。2016年12月にはレース中のアクシデントで自身3度目となる大きな負傷をし、手術・リハビリを行うことになったが、それから1年足らずでレースに復帰。2018年冬季オリンピックの選考会を兼ねた2017年の第96回全日本スキー選手権大会アルペンスキー競技の大回転で優勝し、ナショナルチームの外からオリンピック出場権を掴み取った。
2018年冬季オリンピックでは、2月18日の大回転でオリンピックデビューを果した。 2回のランで合計2：24.78のタイムを記録し30位となった。100人を超える出場選手中の30位はアジア人選手としては最高順位であった。
2022年冬季オリンピックには出場ならず、2022年6月に現役引退を発表。以後もゴールウインのスタッフとして用具開発などに携わる。

## 主な戦績・獲得タイトル
- 2008年 全国高等学校スキー大会 大回転・回転優勝（2冠）
- 2009年 世界ジュニア選手権 回転銅メダル（日本人として3人目）
- 2012年 全日本学生スキー選手権大会 大回転・回転 優勝（2冠）
- 2013年 シュラドミング世界選手権大会 大回転 29位（予選優勝）
- 2013年 ヨーロッパカップ・イタリア大会 パラレルスラローム 9位
- 2013年 FISファーイーストカップ 男子総合優勝
- 2014年 ユニバーシアード・イタリア大会 回転 11位
- 2014年 全日本選手権 大回転 優勝
- 2015年 全日本選手権 大回転 優勝
- 2018年 全日本選手権大会 大回転 優勝（2018年冬季オリンピック出場権獲得）[3]
- 2018年 2018年冬季オリンピック 大回転 30位

上記ほか2009/2010シーズンよりワールドカップにも参戦。